# In the Spirit of Things
In the Spirit of Things è l'undicesimo album dei Kansas, pubblicato nel 1988 per la MCA Records.

## Descrizione
Secondo il critico musicale Dan Fitzgerald, Rich Williams è stato ispirato a creare questo album dopo aver letto il libro Ghost Towns of Kansas, del 1979, in particolare il capitolo su Neosho Falls.
L'album  non ha ricevuto molte promozioni, poiché la MCA Records decise di spostare la sua attenzione su atti più giovani attuali come Tiffany. L'etichetta ha prodotto diversi materiali promozionali per il disco, incluso un video  per Stand Beside Me. L'album sarebbe anche l'ultima uscita del Kansas ad apparire in formato vinile fino all'uscita di The Prelude Implicit nel 2016.
Un tour a sostegno di questo album includeva una trasmissione dei King Biscuit Flower Hour, che molti anni dopo pubblicarono lo spettacolo come CD.

## Tracce
1. "Ghosts" (Bob Ezrin, Steve Morse, Steve Walsh) – 4:18
2. "One Big Sky" (Phil Ehart, M. Ehmig, Ezrin, H. Kleinfeld, Walsh) – 5:17
3. "Inside of Me" (Morse, Walsh) – 4:42
4. "One Man, One Heart" (Dann Huff, Mark Spiro) – 4:20
5. "House on Fire" (Ehart, Ezrin, Morse, Walsh) – 4:42
6. "Once in a Lifetime" (Antonina Armato, Albert Hammond, Dennis Morgan) – 4:14
7. "Stand Beside Me" (Bruce Gaitsch, Marc Jordan) – 3:28
8. "I Counted on Love" (Morse, Walsh) – 3:33
9. "The Preacher" (Morse, Walsh) – 4:18
10. "Rainmaker" (Ezrin, Morse, Walsh) – 6:44
11. "T.O. Witcher" – 1:39
12. "Bells of Saint James" (Morse, Walsh) – 5:39

## Formazione
- Phil Ehart - batteria
- Steve Walsh - tastiera, voce
- Billy Greer - basso
- Steve Morse - chitarra
- Rich Williams - chitarra